# Electrocirugía

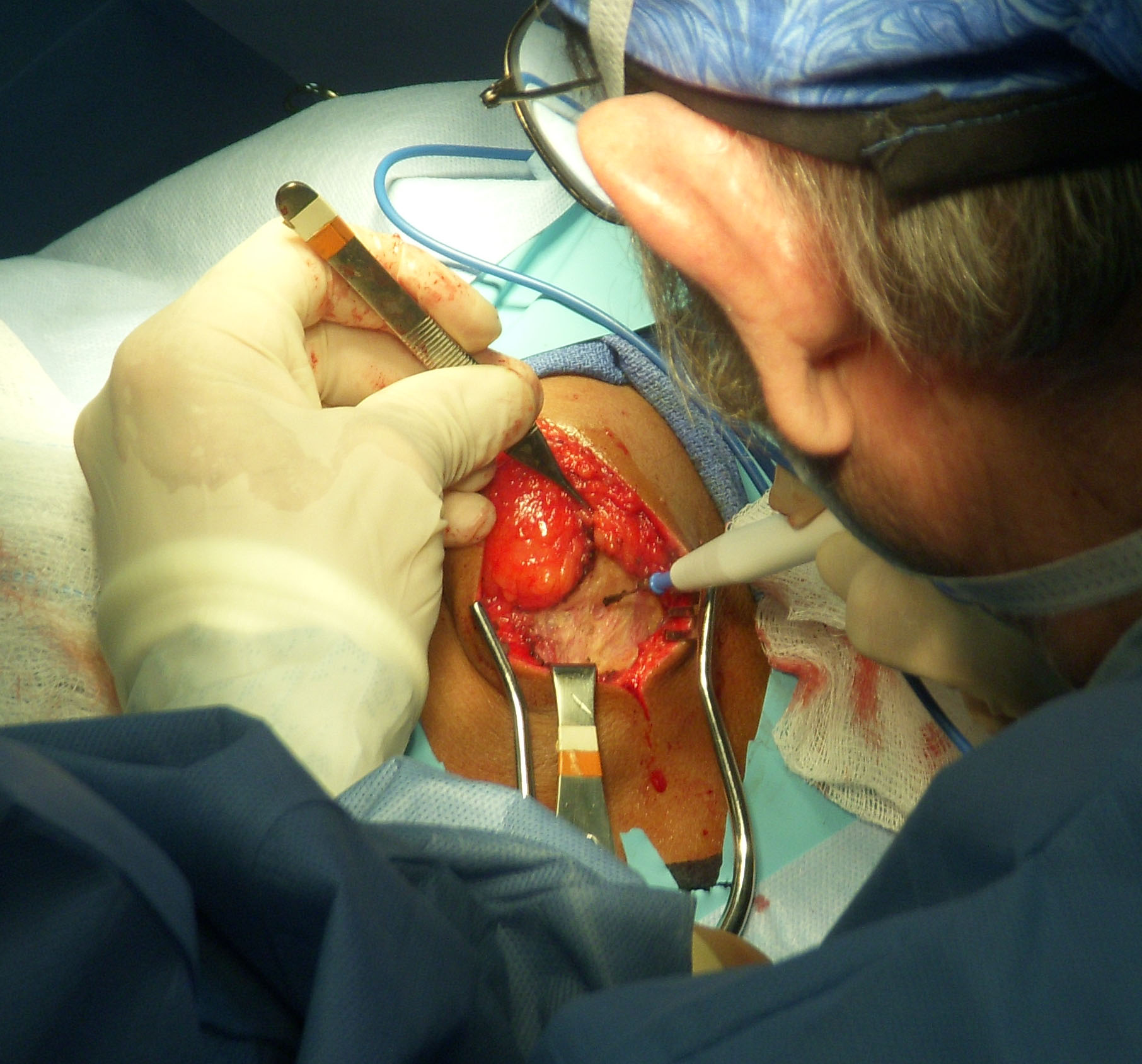
Un cirujano utiliza la coagulación electroquirúrgica (monopolar) en la escisión de un lipoma.

El término electrocirugía se refiere a la utilización de una corriente eléctrica oscilante de alta frecuencia con el fin de cortar o coagular un tejido durante el acto quirúrgico.
Su uso se remonta a comienzos del siglo XX, cuando por accidente se descubrió que una corriente eléctrica de alta frecuencia podía separar los tejidos y generar muy poco calor. Sin embargo, recién en los años setenta aparecieron las unidades electroquirúrgicas, que emplean transistores, diodos y rectificadores para generar corriente, las cuales sustentan su función en principios físicos ligados a las propiedades energéticas de los electrones (carga negativa de la parte más pequeña de la materia, es decir, el átomo).
Cabe resaltar que la electrocirugía causa más lesiones a los pacientes que cualquier otro dispositivo eléctrico utilizado en el quirófano, y que la mayoría de los accidentes se deben a errores de manipulación. De aquí la importancia en conocer claramente el funcionamiento de estos equipos así como todas las medidas tendientes a prevenir las complicaciones derivadas de su mal uso.
- Datos: Q1563560
- Multimedia: Electrosurgery / Q1563560